# Генріх Міде
Генріх Міде (нім. Heinrich Miede; 4 березня 1915, Дортмунд — 16 квітня 1945, Північне море) — німецький офіцер-підводник, лейтенант-цур-зее крігсмаріне.

## Біографія
В січні 1935 року вступив на флот. В квітні-липні 1944 року навчався в торпедному училищі в Фленсбурзі-Мюрвіку. З 1 липня 1944 по 22 лютого 1945 року — командир підводного човна U-56. З березня 1945 року — вахтовий офіцер на U-1274. 16 квітня 1945 року човен був потоплений в Північному морі, північніше Ньюкасла (55°36′ пн. ш. 01°24′ зх. д.) глибинними бомбами британського есмінця «Віцерой». Всі 44 члени екіпажу загинули.

## Нагороди
- Медаль «За вислугу років у Вермахті» 4-го класу (4 роки)
- Залізний хрест 2-го і 1-го класу